# Classe Bayan
A Classe Bayan foi uma classe de cruzadores blidados operada pela Marinha Imperial Russa, composta pelo Bayan, Admiral Makarov, Pallada e Bayan. A construção do primeiro navio começou em 1899 no francês Forges et Chantiers de la Méditerranée porque os estaleiros russos estavam todos ocupados com outros projetos. A Marinha Imperial ficou satisfeita com o resultado e assim decidiu encomendar mais três navios após o início da Guerra Russo-Japonesa, com outro sendo construído no estaleiro francês e os dois restantes construídos no russo Novo Estaleiro do Almirantado. Os projetos destes três últimos cruzadores diferia ligeiramente do original por pequenas mudanças no projeto.
Os quatro cruzadores da Classe Bayan eram armados com uma bateria principal composta por dois canhões de 203 milímetros montados em duas torres de artilharia individuais. Tinham um comprimento de fora a fora de 137 metros, uma boca de 22 metros, um calado de seis metros e um deslocamento carregado de mais de sete mil toneladas. Seus sistemas de propulsão eram compostos por 26 caldeiras a carvão que alimentavam dois motores de tripla expansão, que por sua vez giravam duas hélices até uma velocidade máxima de 21 nós (39 quilômetros por hora). Os navios também eram protegidos por um cinturão principal de blindagem com espessura máxima de 175 ou duzentos milímetros.
O primeiro Bayan foi enviado para servir em Porto Artur no Oceano Pacífico e participou de várias ações na Guerra Russo-Japonesa até ser afundado pela artilharia japonesa. Foi reflutuado pela Marinha Imperial Japonesa e renomeado Aso, servindo principalmente como navio-escola e lança-minas até ser afundado como alvo de tiro em 1932. Os outros três membros da classe atuaram no Mar Báltico e todos participaram da Primeira Guerra Mundial a partir de 1914. O Pallada foi torpedeado por um submarino alemão em outubro e afundou, já o Admiral Makarov e o segundo Bayan participaram de várias ações até serem descomissionados em 1918, sendo depois desmontados em 1922.

## Desenvolvimento
A Classe Bayan marcou uma mudança em relação aos cruzadores blindados anteriores da Marinha Imperial Russa, que eram navios menores projetadores para servirem de batedores para a frota em vez de embarcações corsárias. Um cruzador foi autorizado para o programa de construção de 1896 a 1902 e a construção foi terceirizada para o francês Forges et Chantiers de la Méditerranée, pois os estaleiros russos já estavam todos ocupados. Negociações começaram em março de 1897 e o contrato foi assinado em maio do ano seguinte para uma entrega em 36 meses.
A Marinha Imperial ficou razoavelmente satisfeita com o resultado e encomendou outro cruzador após o início da Guerra Russo-Japonesa em fevereiro de 1904. Os estaleiros russos ainda estavam indisponíveis, então foi decidido repetir o projeto com pequenas alterações baseadas nas experiências de guerra. Isto foi uma tentativa de minimizar a carga de trabalho do Comitê Técnico Naval, porém essas modificações necessitaram de mais atenção do que o planejado e um contrato só foi assinado em 3 de maio de 1905. O acordo especificava que todos os desenhos seriam entregues aos russos para permitir a construção de dois navios idênticos em São Petersburgo em rampas de lançamento que tinham ficado disponíveis. As alterações adicionaram peso e assim a espessura da blindagem foi reduzida para compensar, porém a alteração do uso de blindagem Harvey para a mais resistente blindagem Krupp significou que o nível de proteção permaneceu praticamente o mesmo.

## Projeto

### Características

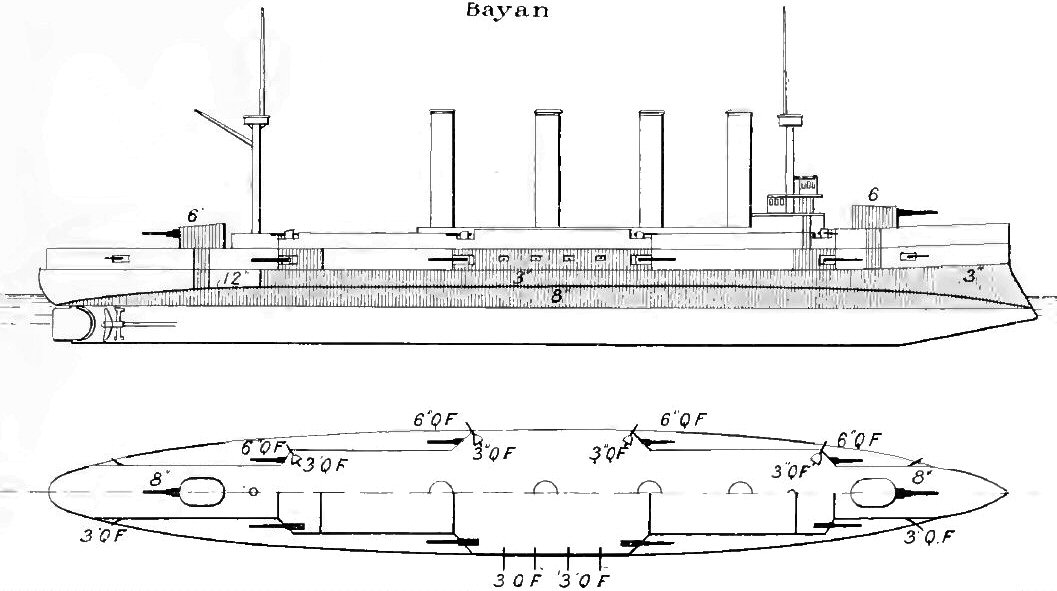
Desenho da Classe Bayan

Os navios da Classe Bayan tinham 137 metros de comprimento de fora a fora, uma boca máxima de 17,5 metros e um calado de 6,7 metros. Seus deslocamentos ficavam entre 7 874 e 7 927 toneladas. Sua tripulação era formada por 573 oficiais e marinheiros.
O sistema de propulsão era composto por 26 caldeiras Belleville que alimentavam dois motores verticais de tripla expansão, cada um girando uma hélice. A potência indicada era de 16,7 mil cavalos-vapor (12,3 mil quilowatts) para uma velocidade máxima projetada de 21 nós (39 quilômetros por hora), porém durante seus testes marítimos alcançaram entre 17 650 e 19 600 cavalos-vapor (12 980 a 14 410 quilowatts) para 20,9 a 22,55 nós (38,71 a 41,76 quilômetros por hora) Podiam carregar entre 1,1 e 1,2 mil toneladas de carvão, o que proporcionava uma autonomia de 3,9 mil milhas náuticas (7,2 mil quilômetros) a dez nós (dezenove quilômetros por hora).
O cinturão principal do primeiro Bayan tinha duzentos milímetros de espessura na área das salas de máquinas, enquanto os outros três navios tinham 175 milímetros. À vante e ré reduzia-se para cem milímetros no Bayan e noventa nos outros. As casamatas eram protegidas por uma camada de sessenta milímetros. O convés blindado tinha uma placa única de cinquenta milímetros sobre a bateria central, mas em outros locais consistia em uma placa de trinta milímetros sobre duas de dez milímetros. As laterais das torres de artilharia do primeiro navio tinham 150 milímetros e dos outros cruzadores 132 milímetros, enquanto os tetos de todos tinham trinta milímetros. As barbetas eram protegidas por 170 milímetros. As laterais da torre de comando do Bayan tinham 160 milímetros, mas nos cruzadores restantes tinham 132 milímetros.

### Armamento
A bateria principal da Classe Bayan consistia em dois canhões Padrão 1892 calibre 45 de 203 milímetros montados em duas torres de artilharia individuais, uma à vante e outra à ré da superestrutura. Disparavam projéteis de 87,8 quilogramas a uma velocidade de saída de 891 metros por segundo. O alcance era de 11,1 quilômetros a uma elevação de quinze graus. A bateria secundária era de oito canhões Canet Modelo 1891 calibre 45 de 152 milímetros montados em casamatas individuais nas laterais do casco. Disparavam projéteis de 41,4 quilogramas a uma velocidade de saída de 792,5 metros por segundo. Tinham um alcance de 11,5 quilômetros a uma elevação de vinte graus.
Os navios foram equipados com vários canhões menores para defesa contra barcos torpedeiros. Havia vinte canhões Canet Modelo 1891 calibre 50 de 75 milímetros, oito dos quaisem casamatas nas laterais do casco e na superestrutura, enquanto os restantes ficavam em montagens giratórias em cima das armas de 152 milímetros. Disparavam projéteis de 4,91 quilogramas com uma velocidade de saída de 862 metros por segundo, tendo um alcance de 7,9 quilômetros a uma elevação de vinte graus. O primeiro Bayan foi equipado com quatro canhões Hotchkiss de 47 milímetros, mas os navios restantes receberam apenas quatro. Estas armas disparavam projéteis de 1,5 quilograma. Apenas o primeiro Bayan foi equipado com dois canhões Hotchkiss de 37 milímetros que disparavam projéteis de quinhentas gramas a uma velocidade de saída de 470 metros por segundo. Por fim, tinham dois tubos de torpedo submersos, um em cada lateral; no Bayan eram de 381 milímetros, mas nos outros cruzadores eram de 457 milímetros.

## Navios
| Navio           | Construtor                             | Batimento            | Lançamento             | Finalização             | Destino                           |
| --------------- | -------------------------------------- | -------------------- | ---------------------- | ----------------------- | --------------------------------- |
| Bayan           | Forges et Chantiers de la Méditerranée | março de 1899        | 12 de junho de 1900    | dezembro de 1902        | Afundado em 4 de agosto de 1932   |
| Admiral Makarov | Forges et Chantiers de la Méditerranée | 3 de abril de 1905   | 25 de abril de 1906    | abril de 1908           | Desmontado em 1922                |
| Pallada         | Novo Estaleiro do Almirantado          | agosto de 1905       | 10 de novembro de 1906 | 21 de fevereiro de 1911 | Afundado em 11 de outubro de 1914 |
| Bayan           | Novo Estaleiro do Almirantado          | 15 de agosto de 1905 | 2 de agosto de 1907    | 30 de novembro de 1911  | Desmontado em 1922                |

## Carreiras

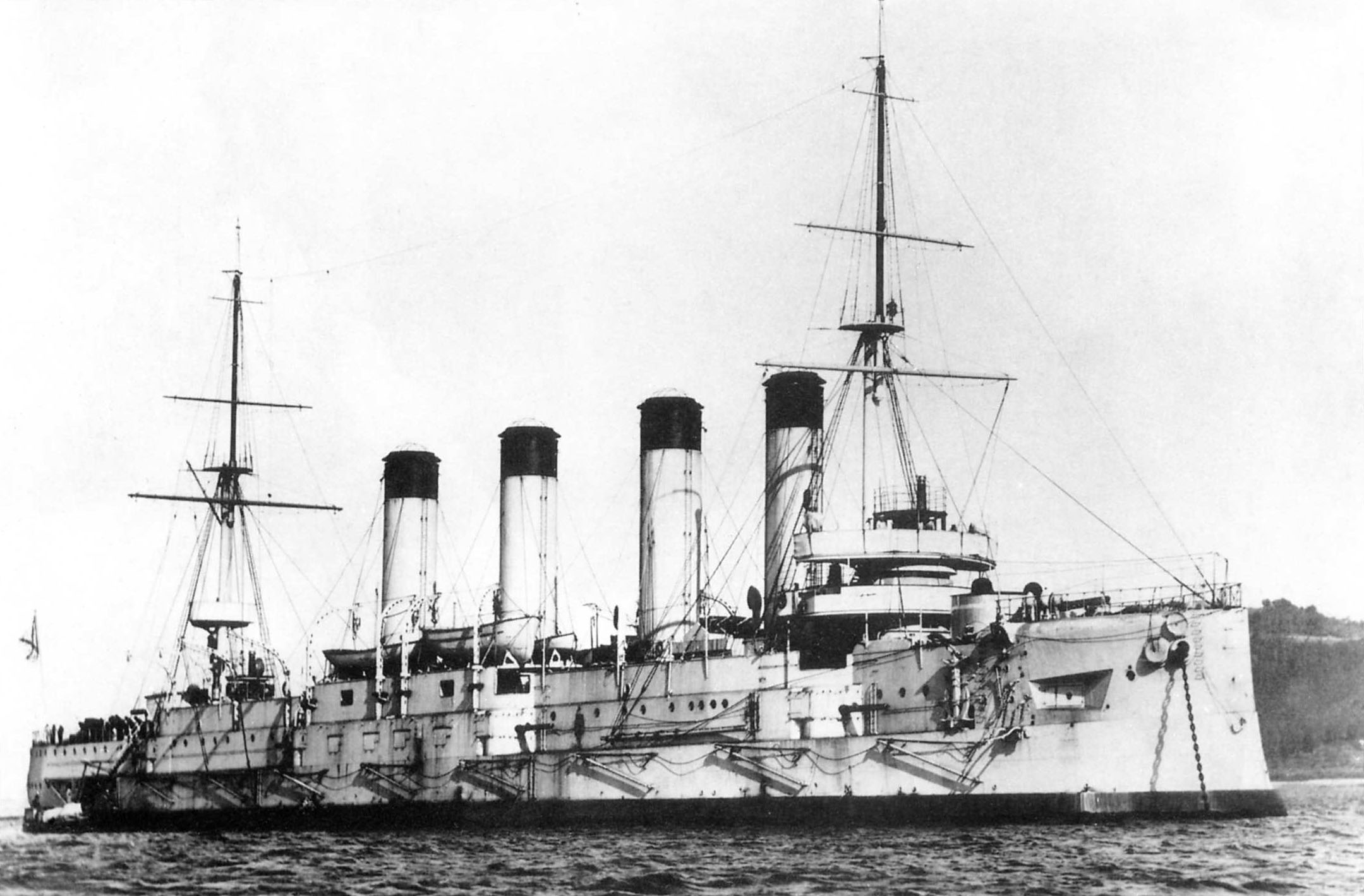
O primeiro Bayan em 1902

O primeiro Bayan foi designado para a Esquadra do Pacífico em Porto Artur, na China, a partir do final de 1903. A Guerra Russo-Japonesa começou em fevereiro de 1904 com a Batalha de Porto Artur, durante a qual foi levemente danificado. Participou de uma ação em 13 de abril quando a frota japonesa conseguiu atrair parte da esquadra para fora de Porto Artur, durante a qual o couraçado Petropavlovsk bateu em uma mina naval e afundou. O cruzador bombardeou posições do Exército Imperial Japonês em 27 de julho, mas bateu em uma mina e ficou sob reparos por um mês. Ficou preso em Porto Artur, sendo afundado em 8 de dezembro por obuses japoneses.
O navio foi reflutuado por engenheiros japoneses no ano seguinte. Foi consertado, recebeu novas caldeiras e teve seu armamento substituído por armas japonesas, trabalhos que duraram até 1908. Foi renomeado para Aso e entrou no serviço da Marinha Imperial Japonesa inicialmente como navio-escola, sendo convertido em lança-minas em 1920. A embarcação foi descomissionada em 1º de abril de 1930 e renomeada Hai Kan Nº 4. Foi afundado como alvo de tiro em 4 de agosto de 1932 por dois submarinos.

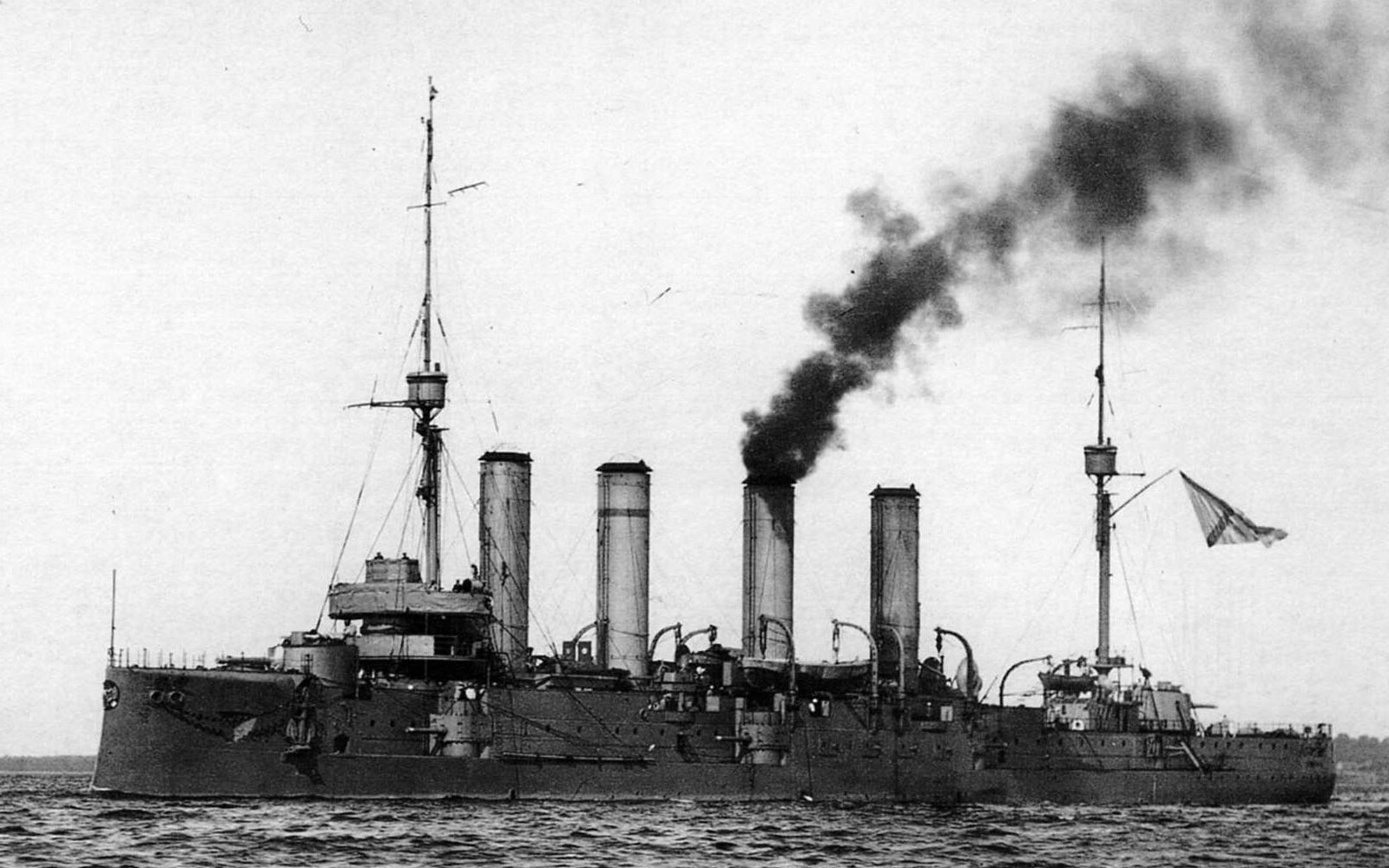
O Admiral Makarov em 1916

Os outros navios atuaram na Frota do Báltico, mas o Admiral Makarov foi destacado várias vezes em viagens ao Mar Mediterrâneo. A Primeira Guerra Mundial começou em julho de 1914 e logo no primeiro mês o Pallada capturou livros de código alemães do encalhado cruzador rápido SMS Magdeburg. Foi torpedeado pelo submarino SM U-26 em 11 de outubro, com todos os tripulantes morrendo.
O Admiral Marakov e o segundo Bayan foram modificados para poderem criar campos minados, lançando suas próprias minas e também dando cobertura para outros navios criando campos minados. Os dois travaram diversos embates inconclusivos contra navios alemães, incluindo a Batalha da Gotlândia em julho de 1915, também defendendo o Estreito de Moon no final de 1917 durante uma invasão alemã das ilhas estonianas, durante a qual o Bayan foi seriamente danificado. Seus canhões de 75 milímetros foram removidos entre 1916 e 1917 e substituídos por uma arma de 203 milímetros e quatro de 152 milímetros; duas armas antiaéreas foram adicionadas. O Admiral Makarov estava em Helsingfors em março de 1918 quando a Finlândia declarou sua independência, sendo forçado a evacuar o Golfo da Finlândia enquanto este ainda estava congelado, indo para Kronstadt. O Admiral Makarov e o Bayan foram descomissionados em 1918 e desmontados em 1922.